# Candelo (ort)
Candelo är en ort i Australien. Den ligger i kommunen Bega Valley och delstaten New South Wales, i den sydöstra delen av landet, omkring 350 kilometer sydväst om delstatshuvudstaden Sydney. Antalet invånare är 895.
Runt Candelo är det mycket glesbefolkat, med 5 invånare per kvadratkilometer.. Närmaste större samhälle är Bega, omkring 17 kilometer nordost om Candelo. 
Trakten runt Candelo består till största delen av jordbruksmark. Genomsnittlig årsnederbörd är 1 127 millimeter. Den regnigaste månaden är juni, med i genomsnitt 166 mm nederbörd, och den torraste är juli, med 11 mm nederbörd.